# Korea (Fürstenstaat)
Korea (auch Koriya) war ein Fürstenstaat Britisch-Indiens auf dem Chota-Nagpur-Plateau im heutigen Bundesstaat Chhattisgarh. Seine Hauptstadt war bis 1900 der Ort Sonhat, danach Baikunthpur.
Das Fürstentum der Chauhan-Rajputen entstand im 17. Jahrhundert und war 1818–1947 britisches Protektorat. Korea unterstand bis 1905 der Provinz Bengalen, dann den Central Provinces. Es hatte 1901 eine Fläche von 4224 km² und 35.113 Einwohner.
Der Raja schloss sich im August 1947 der Eastern States Union an. Am 1. Januar 1948 wurde diese Union aufgelöst und Korea wurde Madhya Pradesh und damit Indien eingegliedert. Am 1. November 1956 wurden alle Fürstenstaaten aufgelöst. Seit dem 1. November 2000 gehört das Gebiet zum neu gebildeten Bundesstaat Chhattisgarh.